# Beppo Harrach

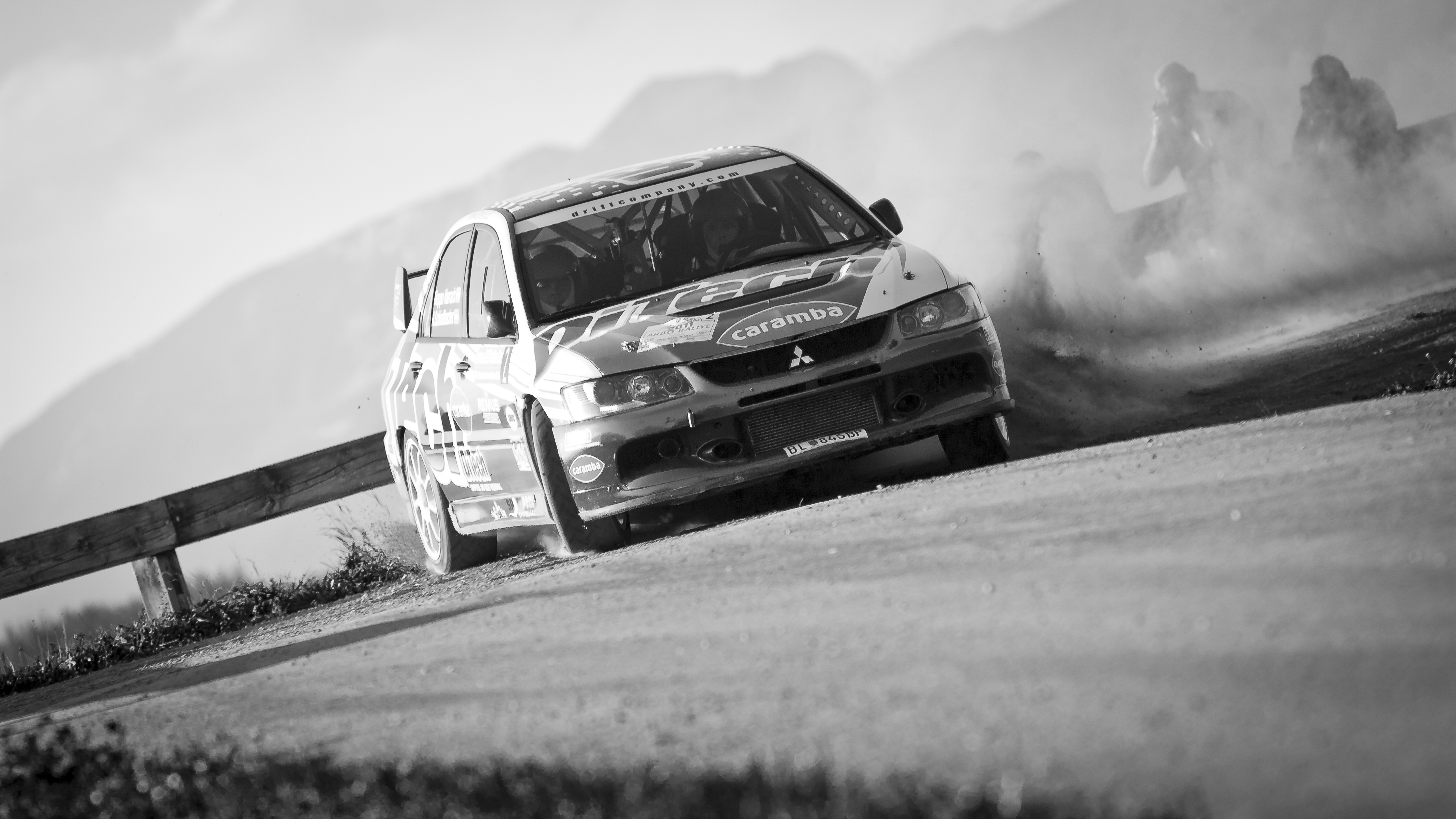
Beppo Harrach und Andi Schindlbacher, ARBÖ Rallye 2011

Ernst "Beppo" Harrach (* 11. Februar 1979 in Wien) ist ein österreichischer Rallyefahrer und wohnt in Bruck an der Leitha. Zwischen 2006 und 2008 wurde Harrach von der OMV als Entwicklungsfahrer für Erdgas-Rallyefahrzeuge engagiert. Von 2010 bis 2014 fuhr Harrach mit seinen Copiloten Andreas Schindlbacher und Leopold Welsersheimb für das im Jänner 2010 gegründete DiTech Racing Team. Danach wurde er Landwirt, Energiewirt, Unternehmer sowie Schlossherr von Schloss Prugg.

## Titel
2003 holte Harrach den österreichischen Meistertitel in der seriennahen Gr N. 2004 stieg er in die Gesamtwertung der ÖRM auf und schaffte auf Anhieb den Vizemeistertitel.
2011 holte Harrach seinen ersten Gesamttitel in der österreichischen Rallye-Staatsmeisterschaft und unterbrach damit nach acht Jahren die Vorherrschaft von Raimund Baumschlager.

## Erfolge
1999 startete er seine Karriere auf Audi 90 Quattro mit einem dritten Platz bei der Wachau-Rallye und einem zweiten Platz bei der nationalen Drei-Städte-Rallye. Im Jahr darauf wurde Harrach Rookie of the year in der österreichischen Rallye-Staatsmeisterschaft und gewann die Austrian Rallye Challenge. 2001 stieg er mit einem Mitsubishi Lancer EVO VI in die österreichische Gr.N Rallye Meisterschaft (Rallyestaatsmeisterschaft für Produktionswagen = seriennahe Fahrzeuge) auf und wurde auf Anhieb Vizestaatsmeister. 2002 debütierte er in der PWRC (Production World Rally Championship) mit einem Mitsubishi Lancer EVO VI und fuhr bei seinem Premierenlauf in Korsika auf Anhieb in die Punkteränge. 2003 stieg er mit einem Ford Puma S1600 in die JWRC Rallye-Juniorenweltmeisterschaft um und schaffte es auch hier bei seiner Premiere in Monte Carlo in die Punkteränge zu kommen. In Österreich wurde er 2003 mit einem Mitsubishi Lancer EVO VI Staatsmeister der Gruppe N. 2004 stieg Harrach in die Gesamtwertung der österreichischen Rallyemeisterschaft auf und schaffte sofort den Vize-Staatsmeistertitel.
Von 2006 bis 2008 fuhr Harrach die österreichische Rallye-Staatsmeisterschaft mit einem Erdgasauto. Mit dem Sieg bei der Ostarrichi-Rallye schrieben Harrach und sein Beifahrer Andreas Schindlbacher Geschichte: es war der weltweit erste Sieg mit einem erdgasbetriebenen Auto bei einem internationalen Meisterschaftslauf. Errungen mit einem sieben Jahre alten Mitsubishi Lancer Evo VI. In den Jahren 2007 und 2008 wurde Harrach mit seinem Erdgasauto jeweils Umweltpokalsieger.
Im Herbst 2009 begegnete Harrach dem Unternehmer Damian Izdebski. Nur drei Monate später gründeten die beiden das DiTech Racing Team und stiegen in der Saison 2010 in die Österreichische Rallye-Staatsmeisterschaft ein.
Von 2010 bis 2014 fuhren Harrach und Schindlbacher für das DiTech Racing Team und belegten im Premierenjahr Platz vier in der österreichischen Rallye-Staatsmeisterschaft 2010.
2011 fuhr das DiTech Racing Team fünf Siege in Folge bei der Jänner-Rallye, der Lavanttal-Rallye, der Bosch Super plus Rallye in Pinggau,. der Castrol Judenburg-Pölstal Rallye 2011 und der Škoda Rallye Maribor ein. Das Ziel der Schneebergland Rallye erreichte er auf Grund eines technischen Gebrechens nicht. Schließlich reichte ihm ein zweiter Platz bei der ARBÖ Rallye Steiermark zum vorzeitigen Titelgewinn.
Bei der zur Intercontinental Rally Challenge 2011 zählenden Mecsek Rallye 2011 belegte Harrach den zehnten Gesamtrang.
2012 gewannen Harrach/Schindlbacher mit dem Arpadtetö Rallysprint und der Admont Rallye 2 Rallyegesamtwertungen und krönten sich am Jahresende zum Vize-Rallyestaatsmeister in Österreich. Bei der zur Europameisterschaft zählenden Jänner-Rallye in Freistadt Oberösterreich konnte Harrach 2012 die Produktionswagenklasse gewinnen, und sich in der Gesamtwertung auf dem dritten Platze klassieren.
Durch eine schwere Verletzung nach einem Freizeitunfall konnte Harrach 2013 nur die halbe Saison an den Start gehen. Trotzdem war er in der Lage mit der Lavanttal Rallye, dem Arpadtetö Rallyesprint und der Santa Domenica Rallyeshow 3 Gesamtwertungen bei Rallye Veranstaltungen zu gewinnen und am Jahresende den 3. Platz in der österreichischen Rallyestaatsmeisterschaft zu belegen. Bei der auch 2013 wieder zur Europameisterschaft zählenden Jänner-Rallye gewann er abermals die Produktionswagenklasse.
Seinen bisher letzten Auftritt bei einer international dotierten Veranstaltung hatte Harrach 2014 bei der auch in diesem Jahr zur Europameisterschaft zählenden Jänner-Rallye. Hier belegte er Platz 5 in der Gesamtwertung und gewann überlegen die Produktionswagenklasse. Er schaffte mehrere Top 3 Sonderprüfungszeiten. Da ihm dies mit einem mittlerweile 9 Jahre alten Produktionswagen gegen die reinrassigen S2000 Rennwagen gelang, erstaunte er die internationale Fachwelt und wurde von den Veranstaltern mit der „Colin McRae Flatout Trophy“ geehrt.
Bei weiteren Starts bei der Santa Domenica Rally Show in Kroatien gewann Harrach 2014, 2015 und 2016 die Gesamtwertung und ist somit Rekordsieger bei dieser Veranstaltung.
Insgesamt feierte Beppo Harrach in seiner Karriere:
- 2 Staatsmeistertitel
- 3 Vizestaatsmeistertitel
- 4 Pokalsiege
- 24 Gesamtsiege
- 57 Podestplätze